# Finkelstein-Regel
Mit der Finkelstein-Regel (nach Heinrich Finkelstein) lässt sich der Flüssigkeitsbedarf gesunder Neugeborener errechnen.
Berechnung:
{\displaystyle Trinkmenge(ml)=(Lebenstage-1)*50}
Die Regel gilt bis zu einer Gesamtmenge von 180 bis 200 ml pro kg Körpergewicht, die normalerweise zwischen dem 7. und 10. Lebenstag erreicht wird.